# Vanilla francoisii
Vanilla francoisii ist eine Pflanzenart aus der Gattung Vanille (Vanilla) in der Familie der Orchideen (Orchidaceae). Sie wächst als Kletterpflanze in Madagaskar.

## Beschreibung
Vanilla francoisii ist eine immergrüne Kletterpflanze. Der Spross ist mit 0,4 Zentimeter Durchmesser recht dünn, die Internodien messen sechs bis acht Zentimeter. Die Blätter werden zwei bis 2,5 Zentimeter lang und 0,6 bis einen Zentimeter breit. Die Blattform ist eiförmig, schmal und fast spitz endend. Der Blattgrund ist abgerundet mit einem sehr kurzen Blattstiel.
Die Blütezeit von Vanilla francoisii ist im Februar. Der Blütenstand trägt drei bis vier grünlich-weiße Blüten. Die Tragblätter fallen rasch ab. Der Fruchtknoten ist nicht gestielt. Sepalen und Petalen sind zwei bis 2,5 Zentimeter lang, 0,6 bis einen Zentimeter breit. Sie sind oval geformt, die äußeren Blütenblätter sind dabei etwas länger und schlanker. Die Lippe ist am Grund rosa, am Rand violett gefärbt, sie formt eine Röhre um die Säule. Die Lippe ist etwa zwei Zentimeter lang und 1,2 Zentimeter breit, oberseits ist sie dicht mit dicken, zwei Millimeter langen Haaren besetzt. Die Säule wird etwa einen Zentimeter lang, am vorderen Ende, neben dem Staubblatt, sitzen zwei häutige Anhängsel. Die Kapselfrucht wird sechs bis acht Zentimeter lang bei 0,5 Zentimeter Durchmesser.

## Verbreitung
Vanilla francoisii kommt im Nordosten Madagaskars vor. Sie wächst in Wäldern nahe der Küste, teils auch epiphytisch.

## Systematik und botanische Geschichte
Vanilla francoisii wurde 1939 von Perrier de la Bâthie erstmals beschrieben. Der Name wird gelegentlich auch Françoisii geschrieben. Mit dem Epitheton wird E.François geehrt, der die Pflanze in Madagaskar kultiviert hatte.
Laut Portères ähnelt Vanilla francoisii der asiatischen Vanilla annamica und der afrikanischen  Vanilla grandifolia. Innerhalb der Gattung Vanilla wird Vanilla francoisii in die Untergattung Xanata und dort in die Sektion Thetya, die sämtliche Arten der Paläotropis enthält, eingeordnet. Soto Arenas und Cribb nennen Vanilla coursii als einzige näher verwandte Art. Beide Arten sind nur von äußerst wenigen Sammlungen bekannt, bei Vanilla francoisii sind es nur zwei Herbarbelege. Eventuell handelt es sich bei diesen Pflanzen auch um Vanilla perrieri.